# Nagari Sungai Janiah
Nagari Sungai Janiah is een bestuurslaag in het regentschap Solok van de provincie West-Sumatra, Indonesië. Nagari Sungai Janiah telt 1596 inwoners (volkstelling 2010).